# Peroxydase
Une peroxydase, souvent écrit abusivement peroxidase comme en anglais, est une enzyme de type oxydase qui typiquement catalyse une réaction de la forme :
AH2 + H2O2 → A + 2 H2O
ROOR' + donneur d'électron (2 e−) + 2H+ → ROH + R'OH.
Les peroxydases sont les enzymes parmi les plus universelles du monde vivant. Dans l'organisme, les peroxydases décomposent notamment les composés peroxydes, toxiques.
En chimie et biochimie, les peroxydases sont très utilisées comme objet d'étude et réactifs pour des synthèses. La peroxydase de raifort (HRP) est notamment largement utilisée en biotechnologie comme réactif de détection dans les immuno-essais.

## Historique
Avant même que la notion d'enzyme eût été formulée, Louis-Antoine Planche constatait en 1810 que des extraits de racine de diverses plantes avaient la propriété d'oxyder et donc de recolorer la teinture de gaïac (incolore à l'état réduit) en présence de peroxyde d'hydrogène (ou eau oxygénée, formule H2O2), ce qui valut le nom aux enzymes responsables, les peroxydases. Aujourd'hui, la source la plus commune de peroxydase à usage biotechnologique est la racine de raifort (ou parfois celle de radis noir). C'est pourquoi les chercheurs la connaissent plutôt sous l'acronyme anglais HRP (HorseRadish Peroxydase).

## Activité chimique
Les peroxydases contiennent parfois un hème, une cystéine ou sélénocystéine qui font une réaction d'oxydo-réduction. Elles utilisent notamment le peroxyde d'hydrogène comme substrat, mais d'autres composés, tels les lipides hydroperoxydes. Les donneurs d'électrons acceptés sont plus ou moins variés selon les peroxydases (lié au site actif). Le cytochrome c peroxydase (EC 1.11.1.5) utilise très spécifiquement le cytochrome c.

## Typologie
On distingue :
- les peroxydases à hème :
  - famille des cyclooxygenases : exemples des ubiquistes prostaglandines H synthases (cyclooxygénase, ou PGHS / CyOx), lactoperoxydases ('LPO'), myéloperoxydases ('MPO'), et d'autres moins ubiquistes : alpha-dioxygénase ('DiOx'), perodains ('Pxd'), etc.,
  - peroxydase à 2 hèmes : exemples des cytochromes C peroxydases ('DiHCcP'),
  - famille des catalases : la catalase (no EC 1.11.1.6, 'Kat'),
  - famille des peroxydases DyP-type A/B/C/D : très répandues chez les bactéries, champignons,
  - peroxydases de classe I : exemples de l'ascorbate peroxydase ('APx') et des cytochromes C peroxydases,
  - peroxydases de classe II : exemple de la lignine peroxydase  ;
- les peroxydases sans hème :
  - famille des alkylhydroperoxydases D ('AgpD') et assimilées,
  - haloperoxydases : exemple la manganèse catalase ('MnCat'),
  - glutathione peroxydase : enzyme-clé du métabolisme oxydatif chez tous les animaux et plantes,
  - peroxyrédoxines : exemple des peroxyrédoxines (1CysPrx, 2CysPrx / AhpC, PrxII / PrxV, PrxQ / BCP),
  - NAD(P)H oxydases : exemple des NADPH oxydases ('NadOxd') et déshydrogénase ('BadDH').

## Activité biologique
Ce type d'enzyme unique dans les cellules vivantes a notamment pour fonction de décomposer les peroxydes toxiques produits par les stress oxydatifs (peroxydes dérivés de l'oxygène, hydroperoxydes, peroxy-nitriques). Les peroxydases assurent aussi d'autres fonctions.
- Certaines interviennent dans le métabolisme de l'iode et sont nécessaires à l'élaboration des hormones thyroïdiennes. D'autres participent au transfert du chlore dans certaines cellules du système immunitaire, permettant ainsi la production d'hypochlorite ClO− (eau de Javel) servant à la destruction des micro-organismes ingérés.
- Chez l'humain, la glutathion peroxydase est une peroxydase contenant de la sélénocystéine. Elle utilise du glutathion comme donneur d'électron et est active avec le peroxyde d'hydrogène et un substrat organique hydroperoxyde.
 Il est aussi possible de détecter dans l'espèce humaine, des peroxydases dès le stade fœtal : certaines ont la propriété de fixer de l'œstrogène[4].
- En biologie végétale, les peroxydases, parfois appelées « isoperoxydases », sont des isoenzymes qui catalysent l'oxydation des composés phénoliques aux dépens du peroxyde d'hydrogène[5]. Les peroxydases jouent un rôle dans la synthèse des parois des cellules des végétaux. Les plantes en ont également besoin pour fabriquer la lignine (constituant du bois). À l'inverse, la lignine est exclusivement dégradée par certaines moisissures car elles seules disposent des peroxydases appropriées (champignon de la pourriture blanche du bois) (combinées avec la dégradation des autres composants du bois, par exemple par les cellulases). D'autres microorganismes utilisent des peroxydases pour fabriquer des antibiotiques.